# Gennadi Zaichik
Gennadi Zaichik (Tbilisi, 11 febbraio 1957) è uno scacchista georgiano naturalizzato statunitense (sovietico fino al 1992), Grande maestro.
Ha vinto due volte il Campionato georgiano (1978 e 1979).
Ha partecipato con la Georgia a tre Olimpiadi degli scacchi (1992, 1994 e 1996), con il risultato complessivo di +13 =9 –4 (67,3 %).
Altri risultati:
- 1982:  secondo a Telavi nella semifinale del Campionato sovietico, dietro a Rafayel Vahanyan;
- 1983:  vince il torneo di Kecskemét;
- 1984:  vince il Rubinstein Memorial di Polanica-Zdrój;
- 1987:  secondo nel Capablanca Memorial (torneo B) di Camagüey a Cuba;
- 1987:  pari primo con Viswanathan Anand a Coimbatore;
- 1991:  secondo a Berlino, dietro a Zurab Azmaiparashvili;
- 2002:  pari primo con Evgenij Naer nel Campionato statunitense open di Cherry Hill nel New Jersey;
- 2002:  vince il torneo ad inviti "Richard Aronow Memorial" di Filadelfia.[2]

Nel 2002 ha cambiato federazione, passando da quella della Georgia alla United States Chess Federation.
Ha raggiunto il rating FIDE più alto in luglio 1996, con 2550 punti Elo.